# Emilio Battista
Emilio Battista (Terracina, 3 marzo 1903 – 11 luglio 1976) è stato un ingegnere e politico italiano.

## Biografia
Ingegnere, impegnato in politica con la Democrazia Cristiana. Venne eletto per la prima volta Senatore della Repubblica Italiana alle elezioni politiche del 18 aprile 1948, confermando il proprio seggio per tutte le prime cinque legislature repubblicane. Ricoprì negli anni anche il ruolo di sottosegretario in otto distinti governi a guida democristiana. Concluse il proprio mandato parlamentare nel 1972.
Morì l'11 luglio 1976 all'età di 73 anni.